# Beagle-Kanal
Der Beagle-Kanal ist eine natürliche Wasserstraße im Süden Feuerlands an der Südspitze Südamerikas, die den Atlantik mit dem Pazifik verbindet. Benannt ist der Kanal nach dem britischen Forschungsschiff Beagle, mit dem Robert FitzRoy die Wasserstraße 1831 entdeckte. Neben der bekannteren Magellanstraße ist der Beagle-Kanal im Süden des amerikanischen Kontinents die einzige Wasserstraße zwischen Pazifik und Atlantik, soweit man die auf offener See um das Kap Hoorn herumführende Drakestraße nicht dazuzählt.
Im östlichen Abschnitt des Kanals verläuft mitten durch die stellenweise knapp unter 5 und bis maximal 16 km breite Wasserstraße seit 1881 die Grenze zwischen Argentinien und Chile. Der Kanal führt zwischen der Isla Grande de Tierra del Fuego im Norden und den Inseln Navarino, Hoste und Gordon im Süden hindurch. Im Bereich der östlichen Mündung liegen die größeren Inseln Lennox, Picton und Nueva, im westlichen Mündungsbereich die Inseln O’Brien, Londonderry und Steward.
Am nördlichen Küstenverlauf liegt Ushuaia, am gegenüberliegenden Ufer die Stadt Puerto Williams, ein chilenischer Militärstützpunkt, der als die südlichste Stadt der  Welt gilt.
Der Beagle-Kanal war namensgebend für den Beagle-Konflikt zwischen Argentinien und Chile, der Grenzansprüche in der Region betraf und in den 1980er Jahren zu einem Beinahe-Krieg zwischen den Nachbarländern eskalierte.